# Платаніста
Платаніста (Platanista) — це два види платаніст, обидва живуть у прісних водоймах у північній частині Південної Азії. Обидва види роду перебувають під загрозою вимирання.

## Опис
Платаністи мають довгий загострений ніс, характерний для всіх річкових дельфінів. Їхні зуби видно як на верхній, так і на нижній щелепі, навіть коли рот закритий. Зуби молодих тварин мають довжину майже дюйм, тонкі й вигнуті; З віком тварин зуби зазнають значних змін, а у дорослих особин стають квадратними, кістковими, плоскими дисками. Морда потовщується до кінця. Навігація та полювання здійснюються за допомогою ехолокації. Вони унікальні серед китоподібних тим, що плавають на боці. Тіло коричневого кольору, кремезне в середині. Вид має лише невелику трикутний клапоть на місці спинного плавця. Ласти і хвіст тонкі й великі по відношенню до розміру тіла. Зрілі самиці більші за самців. Статевий диморфізм проявляється після досягнення самицями близько 150 см; жіночий рострум продовжує рости після того, як чоловічий рострум перестає рости, зрештою досягаючи приблизно 20 см довше.

## Поширення та середовище проживання
Це ендеміки прісноводних річкових систем Непалу, Індії, Бангладеш та Пакистану. Вони зустрічаються в річці Інд і пов'язаних каналах, в річці Беас, в річках Ганг і Брахмапутра та їх притоках. Вони живуть у воді з великою кількістю здобичі та зниженим потоком. Вони сезонно мігрують вниз за течією в більш холодних умовах з нижчим рівнем води і вгору за течією в теплих умовах з вищим рівнем води.